# Lijst van afleveringen van Checkpoint (seizoen 3)
Dit is een lijst van afleveringen van Checkpoint van seizoen 3. In de schema's staan de gestelde vraagstukken aangegeven, de getrokken conclusie en notities van de test. Bij sommige tests werd er geen (concrete) conclusie getrokken, in dat geval wordt er doorverwezen naar de notities.

## Inleiding
Zes weken voordat dit derde seizoen van start gaat, wordt er wekelijks een teaser vertoond met een fragment uit een test die dat seizoen gedaan zou worden. Uiteindelijk gaat het derde seizoen op 17 april 2010 van start. De afsluitende compilatie wordt uitgezonden op 17 juli.
De opbouw van de diverse afleveringen in dit derde seizoen verschilt met die van de eerste twee. In plaats van drie zitten er nu vier of vijf tests in één aflevering. Wat ook nieuw is in seizoen 3, is dat er diverse terugkerende onderdelen in zitten (buiten het vaste onderdeel Jongens vs. Meiden). Voorbeelden van deze rubrieken zijn: Ondersteboven, Onbreekbaar? en De Oven. Aan laatstgenoemde is tevens een prijsvraag gekoppeld.
Ook het testteam verandert. Vincent stopt met het programma en drie nieuwe testteamleden komen erbij: Rick, Tom en Luara. Dit brengt het aantal testteamleden omhoog van zes naar acht.
Het derde seizoen bestaat uit 13 afleveringen, inclusief seizoenscompilatie. Ook wordt er tussendoor een special uitgezonden met eerder getoonde testen rond voetbal ter gelegenheid van het WK 2010.

## Samenstelling testteam
- Tom Berserik
- Ghino Girbaran
- Romy Krommert
- Rick Mackenbach
- Luara Prins
- Ghislaine Tanamal
- Dico Verschure
- Arjan de Vreugt

## Afleveringen

### Aflevering 1
Uitzenddatum: 17 april 2010

#### Ondersteboven → Eten en drinken
| Vraag                                                             | Conclusie                            | Notities                                                                                        |
| ----------------------------------------------------------------- | ------------------------------------ | ----------------------------------------------------------------------------------------------- |
| Is het mogelijk om ondersteboven een bord met cornflakes te eten? | Ja, maar het wordt wel een zooitje.  | Ghino werd ondersteboven gehangen. Met veel morsen slaagde hij erin een aantal happen te nemen. |
| Is het mogelijk om ondersteboven spaghetti te eten?               | Ja, maar het is niet echt smakelijk. | Ghino slaagde erin de spaghetti op te eten.                                                     |
| Is het mogelijk om ondersteboven cola te drinken?                 | Ja, maar het is niet echt lekker.    | Ghino dronk de cola uit een glas. Hij had wel moeite om het door te slikken.                    |

#### Verpakkingstest
| Vraag                                            | Notities |
| ------------------------------------------------ | --- |
| Wat is de beste manier om een tv te verplaatsen? | Voor deze test werden drie televisietoestellen gebruikt die op verschillende manieren werden ingepakt: met ballonnen, met veel spekjes en met knuffelberen. Als eerste werden de tv's van een trap gegooid. De tv met de ballonnen was direct kapot, de andere twee tv's bleven heel. Die werden onderworpen aan een vervolgonderzoek. Ze werden uit een auto geworpen. De tv met de spekjes ging kapot, de tv met de knuffels overleefde de val. Als laatste werd de tv met de knuffels van een meer dan 12 meter hoog flatgebouw gegooid. Hij viel met 207 km/h naar beneden. Nog voordat hij uit de verpakking was gehaald, bleek dat de tv kapot zou zijn. |

#### De Oven → Oma's Cake
| Vraag                                                             | Notities |
| ----------------------------------------------------------------- | --- |
| Wat gebeurt er als een cake in een veel te hete oven wordt gezet? | Het beslag werd gemaakt en vervolgens werd dit in een 400 graden warme oven gezet. Bijna de volledige buitenkant was verbrand, maar de onderkant en de binnenkant waren nog goed eetbaar. Daarna werd diezelfde cake terug in de oven gezet, maar dan met 500 graden. Alleen de binnenkant was toen nog te eten. Geconcludeerd werd dat als een kwart cake nodig is en er niet veel tijd is, dat de oven op z'n allerheetst gezet kan worden en aan de binnenkant is er dan een uitstekende cake. |

#### Jongens vs Meiden → Acrobaat
| Uitdaging                                     | Winnaar | Notities |
| --------------------------------------------- | ------- | --- |
| Zo lang mogelijk een bord op een stok draaien | Jongens | Arjan en Luara kregen 5 kansen om een bord zo lang mogelijk in de lucht te houden. Winnaar was degene die dit het langst volhield. Luara's record was 7 seconden. Arjan draaide minder dan Luara, maar haalde 24 seconden en won hiermee deze eerste deeltest. |
| Koorddansen                                   | Meiden  | Arjan en Luara kregen ieder 3 kansen om zo ver mogelijk over een koord heen te komen voordat hij/zij valt. Arjan kwam 1,10 meter ver, maar Luara won met 1,22.                                                                                                 |
| Trapezezwaaien                                | Meiden  | Arjan en Luara moesten aan een touwladder omhoog, aan de trapeze vijf zwaaien maken en zich naar beneden laten vallen in een valnet. Luara begon en zij maakte het helemaal af. Arjan kwam niet verder dan de touwladder.                                      |
| Uiteindelijke winnaar                         | Meiden  | Eindstand: 2-1. Getrokken conclusie: de meiden zijn de beste acrobaten. |

### Aflevering 2
Uitzenddatum: 24 april 2010

#### De windtunnel → Staan
| Vraag                                                    | Notities |
| -------------------------------------------------------- | --- |
| Bij welke windkracht kun je niet meer op je benen staan? | Rick werd in een windtunnel gezet en de windkracht werd steeds verder opgevoerd. Bij windkracht 10 waaide hij naar achteren. Daarna werd dezelfde test nog een keer gedaan met een speciaal pak dat wind vangt. Bij windkracht 9 werd hij weggeblazen. Geconcludeerd werd dat wind heel krachtig is. |

#### Jongens vs Meiden → Wie is de beste dj
| Uitdaging                                   | Winnaar    | Notities |
| ------------------------------------------- | ---------- | --- |
| Mixen                                       | Jongens    | Ghino begon met mixen en hij kreeg complimenten van jurylid dj Tony Cha Cha. Ghislaine ging de fout in, maar kwam er nog redelijk goed mee weg. Desondanks werd Ghino tot winnaar uitgeroepen.                                                                     |
| Een plaat produceren                        | Gelijkspel | De bedoeling was dat Ghino en Ghislaine om beurten hun stem inzetten als sample of zang. Daarna maakte dj Tony Cha Cha de tracks af. Hij vond het oneerlijk om iemand aan te wijzen die echt beter was met zijn/haar nummer en besloot dat het een gelijkspel was. |
| De net opgenomen plaat draaien voor publiek | Meiden     | Ghino en Ghislaine moesten hun net opgenomen plaat draaien in een discotheek vol kinderen. Uiteindelijk werd door middel van applaus besloten wie de winnaar was. Het applaus voor Ghislaine was luider en zij werd tot winnaar uitgeroepen.                       |
| Uiteindelijke winnaar                       | Gelijkspel | Eindstand: 2-2. Getrokken conclusie: als het gaat om het dj'en, zijn jongens en meiden even goed. |

#### 1 Minuutje → Vaatwasser leeghalen
| Vraag                                                             | Conclusie                               | Notities |
| ----------------------------------------------------------------- | --------------------------------------- | --- |
| Is het mogelijk om binnen één minuut de vaatwasser leeg te halen? | Ja, de ontstane scherven brengen geluk. | Ghino en Rick haalden de vaatwasser leeg, maar ze lieten wel het een en ander vallen. De minuut verstreek op het moment dat ze weer op de bank gingen zitten. |

#### De Oven → Suikerklonten
| Vraag                                                                      | Notities |
| -------------------------------------------------------------------------- | --- |
| Hoe warm kunnen suikerklonten worden voordat er niks meer van over blijft? | Eerst werd er een toren gemaakt van suikerklonten en de temperatuur werd op 100 graden gezet. Er was nog niks veranderd. Bij 300 graden werd de suiker hard en plakkerig, als de temperatuur nog hoger gezet zou worden, zou de hele toren zijn weggesmolten. In deze situatie bleek de suiker een goed plaksel. |

#### Vloeibare stikstof
| Vraag | Conclusie                                                                   | Notities |
| --- | --------------------------------------------------------------------------- | --- |
| Kan met vloeibare stikstof een hamburger worden ingevroren om hem daarna op te eten?                                                                                              | Als het uiterlijk wordt ingecalculeerd, kan het.                            | Eerst werd de hamburger vijf seconden in de stikstof gehouden. Daarna werd hij in de magnetron weer opgewarmd. De hamburger zag er behoorlijk rommelig uit. Arjan proefde hem en hij vond het te doen.             |
| Kan vloeibare stikstof gebruikt worden om de houdbaarheid van bloemen te verlengen?                                                                                               | Nee                                                                         | Een bos bloemen werd tien seconden in de stikstof gehouden. Hij bleek behoorlijk breekbaar. Een andere bos werd ingevroren en voorzichtig in de magnetron gelegd. De bloemenbos stonk en zag er ook niet meer uit. |
| Wat gebeurt er als een stuiterbal in de stikstof wordt gelegd? | Zie notities                                                                | Een stuiterbal werd in de stikstof gedaan en ontplofte binnen een paar seconden. |
| Wat gebeurt er als een flexibele slang zwaar bevroren wordt? | Het werd ongeveer als glas.                                                 | Nadat de slang in stikstof had gelegen, was hij breekbaar. |
| Wat gebeurt er als een ballon in de stikstof wordt gelegd? | De ballon wordt klein en als hij eruit wordt gehaald, wordt hij weer groot. | Dit werd twee keer gedaan. |
| Uit de vorige test werd geconcludeerd dat wanneer de stof verdampt, het volume toeneemt. Met dit gegeven werd een colafles gevuld met vloeibare stikstof en in het water gegooid. | Zie notities                                                                | De fles ontplofte. Deze test werd twee keer gedaan. |

### Aflevering 3
Uitzenddatum: 1 mei 2010

#### Ondersteboven → Verzorgen
| Vraag                                               | Conclusie           | Notities                                                                                    |
| --------------------------------------------------- | ------------------- | ------------------------------------------------------------------------------------------- |
| Is het mogelijk om ondersteboven tanden te poetsen? | Dit kan uitstekend. | Rick slaagde er inderdaad in.                                                               |
| Is het mogelijk om ondersteboven haren te wassen?   | Ja                  | Het haar van Rick werd gespoeld met behulp van een emmer water. Het haren wassen ging goed. |

Buiten deze twee deeltests is er nog een derde getoond op internet, zie hier.

#### Jongens vs Meiden → Politieagent
| Uitdaging                          | Winnaar | Notities |
| ---------------------------------- | ------- | --- |
| Verdachten van een roof observeren | Jongens | Dico en Luara kregen om beurten een verhoor te zien en moesten de verdachten goed in de gaten houden. Vervolgens moesten ze per verdachte het signalement doorgeven. Degene die dit het beste deed, had een voordeel in het laatste gedeelte van de test. Daarin werd een filmpje getoond van een overval en daarna moesten ze zeggen welk van de drie verdachten de dader was. Uiteindelijk deed Dico dit het beste. |
| Een crimineel aanhouden            | Meiden  | Dico en Luara moesten een crimineel fouilleren en vervolgens in de boeien slaan. Dico was echter niet doortastend genoeg en Luara werd tot winnaar uitgeroepen. |
| Een bezet huis binnen gaan         | Jongens | Dico en Luara moesten een gebouw door en criminelen neerschieten. Onschuldige burgers moesten niet neergeschoten worden. Dico deed dit het beste. |
| Uiteindelijke winnaar              | Jongens | Eindstand: 2-1. Getrokken conclusie: de jongens zijn het meest geschikt voor het vak als agent. |

#### De Oven → Zonnebril en hoed
| Vraag                                               | Conclusie          | Notities                                                                                       |
| --------------------------------------------------- | ------------------ | ---------------------------------------------------------------------------------------------- |
| Hoeveel warmte kunnen een hoed en zonnebril hebben? | 300 graden Celsius | Een hoed werd op een zonnebril gezet en dit geheel in de oven. Bij 300 graden brandden ze weg. |

#### Turbo op je fiets
| Vraag                                           | Conclusie                                                  | Notities |
| ----------------------------------------------- | ---------------------------------------------------------- | --- |
| Zijn er methoden om harder te gaan op de fiets? | Een brandblusser eraan monteren, mits er een goede rem is. | Bij deze test werden pogingen ondernomen om een fiets harder te laten gaan. De eerste poging was door middel van wind. Er werd een zeil op de fiets gemonteerd. Met een sterke bladblazer werd vervolgens wind geïmiteerd. Dit leverde een snelheid op van 5,5 km/h. Als tweede deed Rick de bladblazer op zijn rug en hij ging vooruit met 9 km/h. De derde methode was de hond. Deze moest een vishengel met een stuk vlees in zijn mond nemen en door te trekken Dico vooruit laten gaan op de fiets. Deze methode ging vrij langzaam. Vervolgens werd Rick als levend aas gebruikt, de hond achtervolgde hem. De laatste methode was een brandblusser die achter op de fiets werd gemonteerd. Rick ging vooruit met een serieuze snelheid en hield de fiets nauwelijks onder controle. |

### Aflevering 4
Uitzenddatum: 8 mei 2010

#### Onbreekbaar? → Diabolo en plastic servies
| Geteste producten          | Notities |
| -------------------------- | --- |
| Diabolo en plastic servies | Eerst werd een poging gedaan om de spullen met de hand kapot te krijgen, daarna gingen ze ermee gooien. Vervolgens werden de overgebleven spullen blootgesteld aan het gewicht van een quad. Na deze eerste drie zogenaamde levels werden de overgebleven drie voorwerpen, een diabolo en twee plastic pannetjes, blootgesteld aan level 4: het gewicht van een 60 ton zware tank. De diabolo was de enige die het overleefde en hiermee werd de bewering dat deze onbreekbaar zou zijn, bekrachtigd. |

#### Colatest
| Mythe                                                      | Conclusie | Notities |
| ---------------------------------------------------------- | --------- | --- |
| Cola kan een munt weer doen glimmen.                       | Waar      | Hij glom inderdaad weer. |
| Cola kan een roestige spijker van zijn roest ontdoen.      | Niet waar | Dit bleek niet waar. |
| Cola kan een tand laten oplossen.                          | Niet waar | De tand loste niet op, maar werd wel behoorlijk aangetast door de cola. |
| Cola kan dienen als schoonmaakmiddel voor bloed.           | Niet waar | Twee T-shirts werden met bloed besmeurd. Het ene shirt werd met normaal sop gewassen, het andere met cola. Bij het shirt van de cola was geen bloed meer te zien, maar de cola besmeurde het shirt zo ernstig dat werd besloten dat bloedvlekken niet met cola konden worden verwijderd.                              |
| Cola en aluminiumfolie kunnen een motor weer doen blinken. | Waar      | Dit bleek correct. |
| Cola kan een auto weer doen blinken.                       | Waar      | Eerst werd een auto besmeurd met vooral zand. Vervolgens werd een giertank met 10.000 liter modder losgelaten op de auto. Vervolgens werd een poging gedaan om de auto weer schoon te maken door er cola overheen te smijten. Uiteindelijk bleek de cola inderdaad krachtig genoeg om de auto weer schoon te krijgen. |

#### De Windtunnel → Kamperen
| Vraag                                       | Conclusie | Notities |
| ------------------------------------------- | --------- | --- |
| Kan een tent worden opgezet bij harde wind? | Nee       | De windkracht in de windtunnel werd langzaam opgevoerd. Ondertussen probeerde Klaas samen met Tom en Arjan een tent op te zetten. Ze kregen het niet voor elkaar. |
| Houdt een staande tent het bij harde wind?  | Ja        | De conclusie was dat er uitstekend kan worden gekampeerd met windkracht 7, maar dat het niet echt relaxed is.                                                     |

#### De Oven → Slingers en cd's
| Vraag                                        | Conclusie    | Notities |
| -------------------------------------------- | ------------ | --- |
| Hoeveel hittebestendig is een slinger en cd? | Zie notities | De temperatuur werd langzaam opgevoerd. Bij 300 graden was de cd totaal onherkenbaar en de slinger verpulverd. |

#### Jongens vs Meiden → Ridder
| Uitdaging                | Winnaar | Notities |
| ------------------------ | ------- | --- |
| Paardrijden              | Meiden  | De bedoeling was om vanaf een paard een pop van een hooibaal af te stoten. Rick deed hier 9 seconden over, Ghislaine 5 en zij won daarmee de test. |
| Zwaardvechten            | Jongens | De eerste test was het doorklieven van een meloen. Ghislaine kreeg dit niet voor elkaar, Rick wel. Bij de tweede test moesten ze zwaardvechten tegen wereldkampioen Michel. Volgens Michel was Rick beter. |
| Vluchten uit een kasteel | Jongens | De bedoeling was om een 40 meter hoge toren te beklimmen, vervolgens van de toren te abseilen en over de slotgracht uiteindelijk naar de wal te vluchten in een roeiboot. De roeiboot waarmee werd gevlucht, werd gevaren door Ghino bij de jongens en Luara bij de meiden. Ghislaine deed er 5:30 over om te vluchten, Rick 4:50 en won daarmee. |
| Uiteindelijke winnaar    | Jongens | Eindstand: 2-1 |

### Aflevering 5
Uitzenddatum: 15 mei 2010

#### Ondersteboven → Sporten
| Vraag                                               | Conclusie | Notities |
| --------------------------------------------------- | --------- | --- |
| Is het mogelijk om ondersteboven te tafeltennissen? | Nee       | Arjan kreeg de taak om tien keer een tafeltennisbal hoog te houden met een batje. Dit lukte totaal niet. |
| Is het mogelijk om ondersteboven te bowlen?         | Nee       | Arjan duwde een bowlingbal over een korte bowlingbaan. De bal kwam maar met lage snelheid aan bij de kegels en daarom werd besloten dat het niet mogelijk is (de echte bowlingbaan is immers vele malen langer). |
| Is het mogelijk om ondersteboven te darten?         | Nee       | Ook dit lukte niet goed. Sporten ondersteboven zou op zich wel kunnen, mits de goede sport wordt gekozen. |

Buiten deze drie deeltests werd er ook nog een poging gedaan om ondersteboven gitaar te spelen.

#### Jongens vs Meiden → Banketbakker
| Uitdaging                    | Winnaar | Notities |
| ---------------------------- | ------- | --- |
| Een chocolade paashaas maken | Jongens | Na het maken van een paashaas in een mal slaagde niemand erin de paashaas heel eruit te krijgen. De jongens werden echter tot winnaar uitgeroepen omdat zij meer glans hadden in hun konijn en ook minder chocola op hun tafel hadden gemorst. |
| Een taart maken              | Meiden  | De jongens en meiden moesten een taart maken met een Checkpoint-logo erop. De meiden deden dit het beste. |
| Een paasbrood maken          | Jongens | Deze opdracht duurde de gehele test. Begonnen werd om het brood te laten rijzen, na de test met de paashaas moest het brood worden afgebakken. De jongens hadden het beste brood bereid.                                                       |
| Uiteindelijke winnaar        | Jongens | Eindstand: 2-1. Getrokken conclusie: de jongens zijn de beste banketbakkers. |

#### 1 Minuutje → Konijnenhok bouwen
| Vraag                                                           | Conclusie | Notities                                                                    |
| --------------------------------------------------------------- | --------- | --------------------------------------------------------------------------- |
| Is het mogelijk om binnen één minuut een konijnenhok te bouwen? | Nee       | Ghino en Rick moesten een hok bouwen voor een groot konijn. Dit lukte niet. |

#### De Oven → Schoolspullen
| Vraag                                                 | Notities |
| ----------------------------------------------------- | --- |
| Wat gebeurt er als de temperatuur wordt opgeschroefd? | Bij 250 graden begonnen de schoolspullen te roken. Bij 300 graden begon het branden, maar toch werd besloten om de temperatuur nog naar 500 te verhogen. De spullen brandden totaal weg. |

#### Handsfree bellen
| Vraag                                                           | Notities |
| --------------------------------------------------------------- | --- |
| Wat is de beste manier om handsfree te bellen zonder oordoppen? | Eerst werden diverse methoden eruit gefilterd door te schudden en dan te bekijken of het bleef zitten. De drie beste methoden werden de muts, de tiewraps en het elastiek. Deze werden verder getest. Arjan en Tom moesten onder het bellen een parcours afleggen op de fiets en gekeken werd of het bleef zitten en of de boodschap overkwam. Dit lukte bij de muts en het elastiek, bij de tiewraps viel de telefoon aan het einde van het parcours. Het elastiek en de muts werden meegenomen naar de laatste test, waarbij ze in een donderbal werden gezet. Ze werden over een parcours gerold en onderweg gebeld. In beide gevallen lukte het niet om het gesprek te volgen. |

### Aflevering 6
Uitzenddatum: 22 mei 2010

#### Onbreekbaar? → Zwaailicht
| Getest product | Notities |
| -------------- | --- |
| Zwaailicht     | Allereerst werd geprobeerd het licht met de handen kapot te krijgen. Dico en Ghino trokken het snoer kapot, maar de lamp zelf was nog heel. Ghino probeerde hem kapot te slaan, maar dit lukte niet. Het zwaailicht brak echter toen Dico erop ging staan (level 2). Uiteindelijk werd besloten de auto, waar het zwaailicht vanaf kwam, aan een onbreekbaarheidstest te onderwerpen. Hier werd met een tank overheen gereden. De auto overleefde de impact niet. |

#### Jongens vs Meiden → Stresstest
| Uitdaging                                  | Winnaar | Notities |
| ------------------------------------------ | ------- | --- |
| Kalm blijven met vinger in een guillotine  | Meiden  | Ghino en Ghislaine moesten hun eigen vinger in een vingerguillotine steken en de bekende illusionist Ray Joël sloeg de guillotine dan door. De hartslag werd gemeten en degene met het kleinste verschil in de hartslag, won. Ghino had een verschil van 20. Ghislaine won de test met 15. |
| Spiraal                                    | Jongens | Ghino en Ghislaine kregen twee minuten om een zenuwspiraal te doen. Om de stress op te voeren, vielen er vanaf een loopband delen van een servies en stond er boven het hoofd van Ghino en Ghislaine nog een emmer water die na anderhalve minuut omviel. Ze slaagden er geen van beiden om de zenuwspiraal tot het einde af te leggen, maar Ghino legde een aanzienlijk grotere afstand af dan Ghislaine. |
| Geblinddoekt onder een vorkheftruck liggen | Meiden  | Ghino en Ghislaine moesten om beurten op een bed liggen. Een vorkheftruck beladen met stalen buizen werd langzaam naar omlaag gebracht en op het moment dat iemand het niet meer trok, moest hij/zij stop zeggen. Ghino trok het niet meer na 42 seconden, Ghislaine maakte de hele test af en won daarmee.                                                                                                |
| Uiteindelijke winnaar                      | Meiden  | Eindstand: 2-1. Getrokken conclusie: de meiden zijn het meest koelbloedig. |

#### De Oven → Mobiel en mp3-speler
| Vraag                                                                                  | Notities |
| -------------------------------------------------------------------------------------- | --- |
| Kan er met 200 graden nog worden gebeld en na 350 graden nog muziek worden geluisterd? | De temperatuur werd opgevoerd en beide apparaten gingen kapot. De test werd echter vervolgd totdat ze volledig waren gesmolten. |

#### Kauwgom
| Vraag                                                           | Conclusie                            | Notities |
| --------------------------------------------------------------- | ------------------------------------ | --- |
| Met welke soort kauwgom kunnen de beste bellen worden geblazen? | Bubblegum                            | Arjan probeerde met evenveel bubblegum als met gewone kauwgom bellen te maken. Bubblegum won dit met overtuiging. |
| Kan er met veel bubblegum een extra grote bel worden geblazen?  | Ja                                   | Er werd een klont bubblegum gemaakt en deze werd voorzien van een ventiel. Met behulp van een pomp werd deze vervolgens opgeblazen. |
| Hoe lang kan een kauwgom worden uitgerekt?                      | Bubblegum: 1,20 Gewone kauwgom: 1,80 | Vanaf het dak van de loods werd de kauwgom vanuit de mond uitgerekt. |
| Hoe kunnen kauwgomvlekken het best worden verwijderd?           | Zie notities                         | Eerst werd er kauwgom gekauwd en dit werd vervolgens op de broek, in het vloerkleed, op het T-shirt en op de bank gesmeerd. Allereerst werd pindakaas geprobeerd om de kauwgom in het vloerkleed te verwijderen. Dit werkte wel, maar er bleef een pindakaasvlek over. Vervolgens werd het vieze T-shirt in de vriezer gelegd en daarna werd er een hogedrukreiniger gebruikt om de kauwgom van de broek te spuiten. Dit werkte. Daarna werd gekeken naar het T-shirt. De kauwgom ging eraf. Over de bank werd vloeibare stikstof gegoten en de kauwgom brak eraf. |

#### De windtunnel → Trouwen
| Vraag                             | Conclusie                      | Notities |
| --------------------------------- | ------------------------------ | --- |
| Kan er bij storm worden getrouwd? | Als het erop aankomt, kan het. | Eerst moest Ghislaine een trouwjurk aan en Arjan een trouwkostuum. Vervolgens vroeg Arjan Ghislaine ten huwelijk met ringen en dit lukte. |

### Aflevering 7
Uitzenddatum: 29 mei 2010

#### Ondersteboven → In elkaar zetten
| Vraag                                                                   | Conclusie           | Notities |
| ----------------------------------------------------------------------- | ------------------- | --- |
| Is het mogelijk om ondersteboven hangend met bouwstenen te werken?      | Nee                 | Ghino kreeg een doos bouwstenen, maar de doos (met inhoud) viel bijna gelijk op de grond. Het enige wat hij had, was een uit elkaar vallende wagon. |
| Is het mogelijk om ondersteboven hangend een stoel in elkaar te zetten? | Dat is niet handig. | Ghino kreeg de stoel niet in elkaar. |
| Is het mogelijk om ondersteboven een doos in elkaar te vouwen?          | Dit kan uitstekend. | De bovenkant was niet helemaal juist, maar daar moesten ook spullen in.                                                                             |

#### Jongens vs Meiden → Bouwvakkers
| Uitdaging                          | Winnaar | Notities |
| ---------------------------------- | ------- | --- |
| Een straat leggen                  | Jongens | Met zand, straathamers en trilplaten moest er met stenen een straatje worden gemaakt. Winnaar van deze test zou degene zijn die als eerste klaar was en het meest nauwkeurig te werk was gegaan. Ze gingen gelijk op, maar uiteindelijk waren de jongens als eerste aan het trillen toe en zij werden tot winnaar uitgeroepen.                                    |
| Metselen                           | Meiden  | Er moest een vooraf bepaald patroon gemetseld worden. Eerst moest er metselmortel worden gemaakt en daarmee moest het muurtje gemetseld worden. Volgens een expert deden de meiden het beter. |
| Binnen 20 minuten een dak bedekken | Meiden  | De daken zouden getest worden wanneer ze klaar waren. De meiden hadden aanzienlijk minder tijd nodig dan de jongens om het dak te maken. Daarna werden de daken getest door er water over te laten stromen. Bij de jongens ging het al snel lekken. De meiden hielden het droog, al kwam dit eerder door de onderlaag die net goed genoeg aan elkaar zat geplakt. |
| Uiteindelijke winnaar              | Meiden  | Eindstand: 2-1 |

#### De Oven → Milkshake en cola
| Vraag                                                                              | Notities |
| ---------------------------------------------------------------------------------- | --- |
| Meestal wordt dit koud gedronken, maar wat gebeurt er als het heel erg warm wordt? | Het bekertje milkshake schroeide bij het oplopen van de temperatuur weg. Het blikje cola werd eerst zwart, maar bij 500 graden weer wit. |

#### Frisdrank
| Vraag                                                 | Conclusie | Notities |
| ----------------------------------------------------- | --- | --- |
| Welke drank heeft het meeste suiker, welke de minste? | - Yoghurtdrank: 16 - Sinas: 14 - Chocolademelk: 14 - Cola: 12 - Lemondrink: 11 - Sinaasappelsap: 10 - Ice tea: 8 - Melk: 6 | Eerst moesten Arjan en Dico inschatten welk van de acht dranken volgens hen het meeste suiker bevatte. Dit was in aflopende volgorde: cola, lemondrink, sinas, ice tea, yoghurtdrank, chocolademelk, melk en sinaasappelsap. Vervolgens werd met een medewerker van een universiteit het suikergehalte van alle dranken bepaald met behulp van kopersulfaat. De uitslagen werden gepresenteerd in aantal suikerklontjes per 500 ml. |
| Kan men zelf cola maken?                              | Het is niet eenvoudig | Met behulp van oliën, suiker en bubbelwater werd er een cola gemaakt. Deze werd geproefd, maar bleek zuur. Ook met extra suiker erbij werd deze niet lekker bevonden. |
| Dranken met koolzuur (geen specifieke vraag)          | Appelsap is het lekkerst.                                                                                                  | Van koolzuur aan yoghurtdrink toevoegen werd besloten dat het niet echt iets toevoegt. De chocolademelk, sinaasappelsap, tomatensoep en melk werd niet lekker gevonden. Appelsap werd wel lekker gevonden en ook yoghurt met prik. De appelsap werd het lekkerst gevonden. |
| Welke soort frisdrank geeft de beste boeren?          | Cola | Van de aanwezige testteamleden bleek Arjan het best te kunnen boeren en dus deed hij deze test. De lemondrink werd als eerst getest en gaf een boer van 96,9 dB hard. Daarop volgde de sinas, dit was 96,1 dB. De favoriet cola won de test met 99 dB. |

### Extra voetbalaflevering
Uitzenddatum: 5 juni 2010
In deze speciale aflevering werden eerder uitgezonden testen opnieuw getoond. Al deze testen hadden als thema voetbal. Dit omdat het WK voor de deur stond. De tests die werden uitgezonden, waren EHBP (seizoen 2, aflevering 13), Balgevoel (seizoen 1, aflevering 11) en Voetbaltest (seizoen 1, aflevering 4).

### Aflevering 8
Uitzenddatum: 12 juni 2010

#### Psychotest → Lang praten
| Vraag                                    | Conclusie | Notities |
| ---------------------------------------- | --------- | --- |
| Kletsen meiden echt meer dan de jongens? | Nee       | Twee jongens en meiden van Checkpoint krijgen een fragment van The Matrix te zien en kregen na afloop drie vragen over de film. De antwoorden waren echter niet van belang, aangezien Klaas wilde weten hoelang ze praten. Daarvoor hield hij stiekem een stopwatch in zijn hand. Het vooroordeel werd echter ontkracht: de meiden praatten 1:47 en de jongens 2:37. |

#### Ontsnappen
| Vraag                                                          | Conclusie                  | Notities |
| -------------------------------------------------------------- | -------------------------- | --- |
| Is er een manier om uit een raam te ontsnappen bij huisarrest? | Een laken werkt het beste. | De eerste methode die werd geprobeerd, was door lakens aan elkaar te knopen en naar beneden te klimmen. Dit werkte op zich wel, maar Tom had moeite om naar beneden te komen. De tweede methode was het aan elkaar knopen van T-shirts, waaraan Ghino naar beneden probeerde te klimmen. De knopen hielden echter niet, waardoor Ghino viel. Ook vuilniszakken kwamen niet door de test en datzelfde gold voor aan elkaar geknoopte schoenveters. Hierdoor bleef toch het laken het geschiktst bevonden. |

#### De Oven → Frites en pizza
| Vraag | Conclusie      | Notities |
| --- | -------------- | --- |
| Wat gebeurt er als je een pizza 4 minuten in een 600 graden warme oven zet in plaats van 12 minuten 200 graden? | Dat gaat niet. | Na anderhalve minuut begon de pizza al te roken, maar het bleek nog rauw. De 4 minuten werden volgemaakt, maar de pizza en patat vlogen in brand en waren niet meer eetbaar. |

#### Jongens vs Meiden → Handiger
| Uitdaging                     | Winnaar    | Notities |
| ----------------------------- | ---------- | --- |
| Een wc repareren              | Gelijkspel | Op het moment dat de jongens en de meiden aan de trekker trokken, ging de wc kapot en kregen ze 15 minuten om hem te repareren. De jongens waren eerder klaar dan de meiden. Bij de meiden werkte de wc weer, maar bij de jongens werd geconstateerd dat deze meer kapot was gegaan dan bij de meiden. Het was lastig te vergelijken en daarom besloot Klaas dat het een gelijkstand was.             |
| Een tafel repareren           | Jongens    | Eerst sloeg Klaas twee tafels in twee en de bedoeling was dat deze zo snel mogelijk gerepareerd werd, het kleedje er weer werd opgelegd en de attributen ook. Vervolgens werd gekeken of een emmer erop kon blijven staan, hoe recht de twee helften op elkaar staan en naar de tijd. De emmer en de helften waren allebei gelijk, maar qua tijd was er wel verschil, in het voordeel van de jongens. |
| Een deuk uit een auto krijgen | Meiden     | In een auto werd aan beide kanten een deuk gemaakt en deze moesten weggehaald en overgespoten worden. De jongens waren zeer lomp en hadden bij het overspuiten de volledige deur gespoten. De meiden bleken aanzienlijk beter. |
| Uiteindelijke winnaar         | Gelijkspel | Eindstand: 2-2 |

#### Onbreekbaar? → Black box
| Getest product | Notities |
| -------------- | --- |
| Black box      | Toen bleek dat Dico en Rick al moeite hadden om de black box op te tillen, besloot Klaas de eerste twee levels (met handen kapot maken en gooi- en smijtwerk) over te slaan en gelijk over te gaan naar level 3. Met een quad werd er totaal geen schade aangebracht. In level 4, het gewicht van een tank, werd de black box staand onder een 60.000 kilo zware tank gelegd. Op een deuk na was de box nog volledig intact en lag er zelfs een stuk van de tank op. |

### Aflevering 9
Uitzenddatum: 19 juni 2010

#### 1 Minuutje → ADO-kamer transformeren naar Ajax-kamer
| Vraag                                                                                     | Conclusie           | Notities                                                                                             |
| ----------------------------------------------------------------------------------------- | ------------------- | --- |
| Is het mogelijk om binnen één minuut een ADO-kamer te transformeren naar een Ajax-kamer ? | Vrijwel zeker niet. | Klaas vond het wel een 'leuke poging', maar het behang van Ajax was duidelijk niet proper opgeplakt. |

#### Jongens vs Meiden → Cowboy vs Cowgirl
| Uitdaging                    | Winnaar | Notities |
| ---------------------------- | ------- | --- |
| Schieten                     | Jongens | Ghino en Ghislaine moesten binnen twee minuten zo veel mogelijk flesjes van een bar af schieten. Een stilstaand flesje leverde één punt op, een bewegende, die op speelgoedtreintjes stonden, twee. Ghislaine begon en schoot twee stilstaande flesjes om, Ghino had één op een treintje, raakte nog een andere die niet om viel en schoot bovendien nog een stilstaande dwars doormidden. Hij werd tot winnaar uitgeroepen. |
| Linedancen                   | Meiden  | Ghino en Ghislaine moesten meedansen in een groep linedancers. Ghislaine deed dit beter. |
| Een koe vangen met een lasso | Meiden  | Ghino en Ghislaine moesten om beurten een lasso om een nepkoe gooien. Als ze erin slaagden om het vanaf een paard te gooien, werden er 60 seconden afgetrokken. Geen van beiden slaagden ze erin om het vanaf het paard te doen. Ghino deed er 7'30 over", Ghislaine 6'54". |
| Uiteindelijke winnaar        | Meiden  | Eindstand: 2-1. Getrokken conclusie: het moet niet cowboy, maar cowgirl zijn. |

#### Onbreekbaar? → ME-schilden
| Getest product | Notities |
| -------------- | --- |
| ME-schilden    | Met level 1 (handen) gingen alleen de randen eraf. Erop staan en gooien (level 2) leverde helemaal niets op. In level 3 gingen Dico en Rick met de fiets en de quad eroverheen. Ook dit leverde niet veel op. Uiteindelijk werd er in level 4 met een 60.000 kilogram wegende tank overheen gereden. De handgrepen werden platgedrukt, maar toch kwam het schild door de test heen. |

#### De Oven → Ovenhandschoen
| Vraag                                                               | Conclusie                                  | Notities |
| ------------------------------------------------------------------- | ------------------------------------------ | --- |
| Is er verschil tussen normale een hittebestendige ovenhandschoenen? | De hittebestendige vliegt eerder in brand. | Op het moment dat de handschoenen in een 660 graden warme oven werden gelegd vloog de hittebestendige meteen in brand. |

#### Banden opblazen
| Band                          | Geluidssterkte knal   |
| ----------------------------- | --------------------- |
| Vrachtwagenband               | 110 dB                |
| Vrachtwagenband in glazen bak | Ruim 125 dB           |
| Tractorband in buis           | 108 dB                |
| Vliegtuigband                 | 105,6 dB (2m afstand) |

### Aflevering 10
Uitzenddatum: 26 juni 2010

#### Onbreekbaar? → Wasmachine
| Getest product | Notities |
| -------------- | --- |
| Wasmachine     | Met level 1 (handen) werd het deurtje eraf gebroken. Vervolgens werd in level 2 de wasmachine een aantal keer gekanteld en erop gestaan, maar dat leverde niet veel op. Omdat de fiets en de quad (level 3) niet echt praktisch werden bevonden voor de wasmachine, werd direct overgegaan op level 4 (tank). De wasmachine werd volledig platgedrukt. |

#### De Windtunnel → Hetochtendritueel
| Vraag                                                          | Conclusie          | Notities                                                 |
| -------------------------------------------------------------- | ------------------ | -------------------------------------------------------- |
| Is het mogelijk om bij windkracht 8 tanden te poetsen?         | Ja                 | Dit ging ze goed af.                                     |
| Is het mogelijk om bij windkracht 8 haren in de gel te zetten? | Ja                 | Ook dit lukte.                                           |
| Is het mogelijk om bij windkracht 8 te plassen?                | Dat gaat moeilijk. | Bij Dico ging het redelijk, Rick had er meer moeite mee. |

#### Jongens vs Meiden → Tuinman vs tuinvrouw
| Uitdaging                                        | Winnaar    | Notities |
| ------------------------------------------------ | ---------- | --- |
| Planten in de grond zetten                       | Meiden     | De bedoeling was om een tuin mooi aan te leggen. Degene die dit het beste deed won deze test. Dit was Romy.                               |
| Checkpoint-logo in een vak snijden               | Gelijkspel | De bedoeling was om een Checkpoint-logo in een vak te snijden. Karl kon geen keuze maken en riep een gelijkstand uit.                     |
| Drie takken van een boom af zagen en verpulveren | Jongens    | Dit ging om de snelste tijd. Op het moment dat de laatste tak was verpulverd, werd de tijd gestopt. Ghino deed er 10:37 over, Romy 11:05. |
| Uiteindelijke winnaar                            | Gelijkspel | Eindstand: 2-2. Getrokken conclusie: de meiden zijn even goed als de jongens.                                                             |

#### De Oven → Geld in een kluisje
| Vraag                           | Notities |
| ------------------------------- | --- |
| Is het bestemd tegen wat hitte? | De kluis in kwestie was een blauw kistje van metaal. Deze werd in de oven gezet met een temperatuur van 1000 graden. Hier werden een aantal munten en een bankbiljet in gedaan. Het biljet was al gauw verdwenen, maar de munten waren nog herkenbaar. |

#### Kluiskraken
| Vraag                                                 | Notities |
| ----------------------------------------------------- | --- |
| Kan een kluis worden gekraakt zonder code of sleutel? | De kluis werd op slot gedaan. Als eerste werd geprobeerd de kluis met een grote hamer open te breken. Dit leverde alleen van schrammen op. Ook met een koevoet en een hamer tussen de scharnieren lukte niet. Het bleek dat de veiligheidsscharnieren aan de binnenkant op hun plaats waren geschoten, waardoor de kluis nog verder op slot ging. Ook een cirkelzaag werkte niet. Vervolgens werd de kluis naar buiten gereden en blootgesteld aan een hydraulische schaar. De kluis ging helemaal kapot, maar ook de inhoud ging verloren. |

### Aflevering 11
Uitzenddatum: 3 juli 2010

#### Onbreekbaar? → Helm
| Getest product | Notities |
| -------------- | --- |
| Helm           | Met de handen werden er een aantal onderdelen afgebroken, maar dit was maar heel weinig. Gooien en erop staan leverde ook niet schade op. Met de quad kwam er totaal geen schade. Al gauw werd op de tank over gegaan. Hij lag aan stukken. |

#### Faken dat je ziek bent
| Vraag                     | Notities |
| ------------------------- | --- |
| Kun je ziek zijn 'faken'? | Geprobeerd werd om de temperatuur omhoog te brengen door het drinken van thee. Dit werkte wel, maar stel dat men geen thee dronk. De thermometer werd tegen een gloeilamp gehouden. Maar ook tranen was een punt dat getest werd. Dit werd gedaan met behulp van uien en het opsmeren van inhalatiezalf. Dit werkte allebei niet. Vervolgens werd geprobeerd een rood gezicht te krijgen door ondersteboven te hangen en te schuren met scrubhandschoenen. Ook dit werkte niet goed. Ook in het gezicht slaan leverde niet veel op. Een klam gezicht was de volgende methode en dit werd geïmiteerd met pannenkoeken op het gezicht en met een waterkoker onder een paraplu staan. Dit werkte allebei. Als laatste werd geprobeerd om braaksel na te maken. Met verschillende ingrediënten in een blender werd dit gedaan. Vervolgens deden ze alsof ze moesten overgeven en dit lukte. |

#### De Oven → Tanden en lenzen
| Vraag                                        | Notities |
| -------------------------------------------- | --- |
| Wat gebeurt er met lenzen en een kunstgebit? | In een oven van bijna 1000 graden waren de lenzen al gauw weg, maar de tanden waren er nog. Die waren uit het gebit gesprongen. |

#### Jongens vs Meiden → Reddingsbrigadier
| Uitdaging                   | Winnaar | Notities |
| --------------------------- | ------- | --- |
| Iemand uit het water redden | Jongens | Arjan en Luara moesten beiden een drenkeling redden. Arjan deed dit het beste. |
| Reanimeren                  | Jongens | Arjan en Luara moesten om beurten een reanimatie uitvoeren bij een testpop. Arjan deed dit uiteindelijk net iets beter. |
| Drenkelingen redden         | Jongens | Ghislaine en Dico kwamen Luara en Arjan helpen bij deze test. Het verhaal was dat er een boot was omgeslagen en er drenkelingen moesten worden gered. De jongens deden hier 2:55 over, de meiden 6:10 en hiermee werden de jongens duidelijk tot winnaar uitgeroepen. |
| Uiteindelijke winnaar       | Jongens | Eindstand: 3-0 |

### Aflevering 12
Uitzenddatum: 10 juli 2010

#### Onbreekbaar? → Onbreekbare radio
| Getest product    | Notities |
| ----------------- | --- |
| Onbreekbare radio | Met level 1 (handen) was er totaal geen schade. Het tweede level met het erop staan en laten vallen leverde ook geen schade op. De fiets en de quad van level 3 haalde ook niets uit, want de radio bleef spelen. Echter: de tank vernielde de radio volledig. |

#### 1 Minuutje → Auto verven
| Vraag                                                         | Conclusie | Notities |
| ------------------------------------------------------------- | --------- | --- |
| Is het mogelijk om binnen één minuut een auto geel te verven? | Ja        | Met rollers en spuitbussen werd de auto onder handen genomen. De kleuren waren niet effen, maar het lukte wel. |

#### Jongens vs Meiden → Goochelaar
| Uitdaging             | Winnaar | Notities |
| --------------------- | ------- | --- |
| Een kaarttruc doen    | Meiden  | De kaarttruc die gedaan werd, was het kiezen van een kaart uit een stapel, deze halverwege terugleggen op de stapel en dat de gekozen kaart dan tevoorschijn wordt gehaald halverwege de stapel. Ghislaine deed dit het beste.                  |
| Een grote truc doen   | Jongens | De truc moest goed worden aangekleed en worden voorzien van muziek. Uiteindelijk hadden de jongens de beste techniek en deze wonnen de test. |
| Wisseltruc            | Meiden  | Eerst werd de teamgenoot in een cabine vastgebonden met kettingen en de bedoeling was om van plaats te wisselen. Winnaar was degene die dit het snelste deed. De meiden deden er 17 seconden over, de jongens 1:13 en hiermee wonnen de meiden. |
| Uiteindelijke winnaar | Meiden  | Eindstand: 2-1. Getrokken conclusie: de meiden zijn de beste goochelaars. |

#### De Oven → Hittebestendige materialen
| Vraag                                                   | Conclusie                     | Notities                                             |
| ------------------------------------------------------- | ----------------------------- | ---------------------------------------------------- |
| Houdt brandweerkleding het in een oven van 1000 graden? | Als het echt warm wordt niet. | De kleding vatte al vlam voordat het in de oven lag. |

#### Alternatief Waterskiën
| Vraag                                                | Notities |
| ---------------------------------------------------- | --- |
| Kun je waterskiën met huis- tuin en keukenproducten? | De eerste test was met piepschuim. Dit werkte totaal niet. De tweede test was met een toetsenbord en ook dat ging niet. De derde test was met dienbladen. Hoewel er goede hoop was, werkte het niet. De vierde test was met een strijkplank en dit werkte wel. De laatste test was met een opblaasbadje en dat werkte niet. |

### Aflevering 13
Uitzenddatum: 17 juli 2010
In deze special werd een compilatie vertoond van de beste fragmenten uit het derde seizoen. Dit waren: de onbreekbaarheidstest met het zwaailicht (afl. 6), de J/M politietest (afl. 3) en acrobatentest (afl. 1), de verpakkingentest (afl. 1), de stikstoftest (afl. 2), de fietsturbo (afl. 3) en de kluiskraak (afl. 10). Ook werden er nog enkele nieuwe tests getoond.

#### Onbreekbaar? → Wc-elementen
| Getest product       | Notities |
| -------------------- | --- |
| Toiletpot en wc-bril | Bij level 1, met de handen, werd er aan beide artikelen geen schade toegebracht. In level 2 viel de toiletpot echter kapot. De wc-bril bleef wel heel. Ook met de fiets en de quad (level 3) werd er geen schade aan de bril toegebracht en hij overleefde ook de tank van level 4. |

#### De Windtunnel → Feestvieren
| Vraag                                 | Conclusie                      | Notities |
| ------------------------------------- | ------------------------------ | --- |
| Kan er bij harde wind worden gefeest? | Dat blijft een lastig verhaal. | Gespeeld was dat Ghislaine jarig was en dat dit gevierd werd. Dit werd echter gedaan bij windkracht 9. Alle versiering waaide echter weg en ook Ghislaine zei dat ze het niet nog een keer zou doen. |

#### Jongens vs Meiden → Compilatie
In de voorgaande twaalf afleveringen eindigden drie Jongens vs Meiden tests gelijk, vier keer wonnen de jongens en vijf keer wonnen de meiden. De meiden wonnen seizoen 3 dus nipt. Er werd een compilatie getoond van tests. Dit waren: politieagent en acrobaat.

#### De Oven → Glas en steen
| Vraag                      | Notities |
| -------------------------- | --- |
| (poging om dit te smelten) | Een bloempot werd samen met een colafles in een oven gelegd. De temperatuur werd omhoog gebracht naar 1200 graden en beide artikelen smolten. |

## Kijkcijfers zaterdagafleveringen
| Datum         | Aantal kijkers | Marktaandeel |
| ------------- | -------------- | ------------ |
| 17 april 2010 | 106.000        | 11,8%        |
| 24 april 2010 | 101.000        | 11,9%        |
| 1 mei 2010    | 129.000        | 13,2%        |
| 8 mei 2010    | 123.000        | 12,6%        |
| 15 mei 2010   | 61.000         | 7,7%         |
| 22 mei 2010   | 113.000        | 14,7%        |
| 29 mei 2010   | 165.000        | 18,9%        |
| 5 juni 2010   | 21.000         | 3,0%         |
| 12 juni 2010  | 113.000        | 14,1%        |
| 19 juni 2010  | 129.000        | 13,0%        |
| 26 juni 2010  | 111.000        | 13,7%        |
| 3 juli 2010   | 119.000        | 14,4%        |
| 10 juli 2010  | 142.000        | 17,8%        |
| 17 juli 2010  | 152.000        | 17,6%        |